# Радослав Пешлеевски
Радослав Петров Пешлеевски е български инженер, офицер, генерал-майор от Строителни войски.

## Биография
Родени на 9 юни 1942 г. във врачанското село Търнава. Завършва строителен техникум. Завършва Висшето народно военно инженерно-свързочно училище в Силистра. През 1966 г. завършва инженерния факултет на Военната академия в София със специалност строителен инженер по пътно строителство. През 1971 г. защитава дисертация по мостово строителство във Военноинженерната академия Куйбишев в Москва. Бил е научен сътрудник, старши научен сътрудник, ръководител на секция, сектор и заместник-началник на Военно-техническия институт. От 1992 до 1993 г. е заместник-началник на Транспортни войски и началник-щаб на Транспортни войски. След това от март 1993 г. оглавява Главно управление на строителни войски. През 90-те години ГУСВ под негово ръководство построяват мост над река Лимпопо между ЮАР и Зимбабве само за 13 месеца. За това постижение е обявен за „Герой на Република Зимбабве“. На 12 март 1998 г. е освободен от длъжността началник на Строителни войски. На 7 декември 1998 г. е освободен от кадрова военна служба. Към 2005 г. е член на Висшия съвет на БСП. През 2008 г. се кандидатира от листата на БСП за кмет на столичния район „Лозенец“, но не успява да спечели. След като е уволнен от ГУСВ през 1998 г. е в управителния съвет на Държавно предприятие „Транспортно строителство и възстановяване“, където остава до 2015 г.

## Научни звания
- доктор на техническите науки – 1971
- хабилитиран доцент – 1979
- академик на Украинската екологична академия на науките – 1997

## Образование
- Висше народно военно инженерно-свързочно училище
- Военна академия „Г.С.Раковски“ (до 1966)
- Военна инженерна академия „В. В. Куйбишев“ (до 1971)